# Богогласник
Богогла́сник — збірка білоруських і українських релігійних пісень — духовних кантів і псалмів.

## Опис
Збірка набула поширення наприкінці XVIII — на початку XIX століття в південно-західній Україні і вперше надрукована греко-католицькими редакторами в друкарні Почаївського монастиря 1790 року (брав участь о. Добриловський Юліян). Передруковувався у 1805 й 1825 роках, зі змінами у Львові — у 1850 й 1886 роках. Богогласник складався з трьох частин і містив 248 віршів з нотами, присвячених звеличенню Ісуса Христа, Богородиці, святих та ін.

## Коляди, які увійшли у Богогласник
- Бог предвічний народився
- Виді Бог, виді Сотворитель
- Дивная новина
- Нова радість стала, яка не бувала
- Новая радість світу ся з'явила
- Небо і земля нині торжествують
- Предвічний родився пред літи.